# Okręg Poznań Armii Krajowej
Okręg Poznań krypt. „Pałac”, „Parcela”, „Letnisko” − terytorialna jednostka organizacyjna SZP-ZWZ-Armii Krajowej.
Okręg obejmował teren Kraju Warty z wyłączeniem Ziemi Łódzkiej i dzielił się na siedem inspektoratów rejonowych.
18 lipca 2025 dziedzictwo tradycji Okręgu Poznańskiego AK przejął i z honorem kultywuje 124 Batalion Lekkiej Piechoty 12 Wielkopolskiej Brygady Obrony Terytorialnej.

## Struktura organizacyjna w 1944/1945
Struktura organizacyjna podana za Atlas polskiego podziemia niepodległościowego:
- Inspektorat Poznań Armii Krajowej
- Inspektorat Ostrów Wielkopolski Armii Krajowej
- Inspektorat Krotoszyn Armii Krajowej
- Inspektorat Zachód Armii Krajowej
- Inspektorat Jarocin Armii Krajowej
- Inspektorat Leszno Armii Krajowej
- Inspektorat Środa Armii Krajowej
- Inspektorat Gniezno Armii Krajowej
- Inspektorat Konin-Turek Armii Krajowej
- Samodzielny Obwód Września (struktura szkieletowa)
- Samodzielny Obwód Mogilno (struktura szkieletowa)
- Samodzielny Obwód Zewnętrzny Reduta

## Komendanci
- ppłk Rudolf Ostrihansky ps. „Ludwik”
- p.o. kpt/mjr Wacław Kotecki ps. „Wawrzyn”
- ppłk. Konrad Szramka-Gliszczyński ps. „Rówieniec”, „Zawisza” vel „Glinka”
- p.o. por. Tadeusz Janowski ps. „Wojnar”
- por./kpt Jan Kamiński ps. „Czarny”
- płk Henryk Kowalówka ps. „Dziedzic” (II 1942 − I 1944)
- ppłk Andrzej Rzewuski „Przemysław”, „Wojmir” (1945)[a]